# パヨカカムイ
パヨカカムイまたはパイカイカムイは、アイヌに伝わる疫病の神。
アイヌの神にしては珍しく、人々に害をもたらすのが役目とされる。疱瘡（天然痘）や流行病を司る神であり、姿を見せずに弓を放ち、この矢を射る音を聞いた者は疱瘡に侵されるといわれる。
とある村のはずれに、貧しいアイヌの一家が住んでいた。そこの父親は狩りが下手であったが、ユーカラ（民話詩）を語るのは上手だった。ある時、その父親が子供達にユーカラを語っていると、家の外にパヨカカムイがいることに気づいた。そこで捧げ物をすると、パヨカカムイは夢枕に現れ、上手なユーカラと捧げ物の礼をいい、病を避ける方法を伝えて去っていった。この方法を村長に伝えたところ、村長は感謝し、村の者は皆疫病に冒されること無く、幸せに暮らしたとされる。この言い伝えを元に疫病が流行した際には、パヨカカムイに疫病を終息を願う儀式が行われるようになった。
また、このパヨカカムイと人間との間にはカスンテという怪人物が生まれた。カスンテは何度殺されても生まれ変わったが、厚岸のアイヌたちが上下の顎を別々にすることで生まれ変わることはなくなった。しかし、そのアイヌたちの多くは疱瘡を煩って死に、わずかに残った者たちも津波に遭って死んだ。そのために津波はカスンテの祟りといわれたという。